# Corvus typicus
El cuervo de Célebes o cuervo flautista (Corvus typicus) es una especie de ave paseriforme de la familia Corvidae. Es endémica de la isla de Célebes en Indonesia. 
Su hábitat natural son los bosques secos de tierras bajas.